# Бушмен, Фрэнсис
Фрэ́нсис Бу́шмен (англ. Francis Bushman; 10 января 1883[…], Балтимор — 23 августа 1966[…], Пасифик-Палисейдс, Калифорния) — американский актёр театра, кино, телевидения и радио, менее известен как кинорежиссёр.

## Биография
Фрэнсис Хавьер Бушмен родился 10 января 1883 года в городе Балтимор (штат Мэриленд, США). С молодости занимался культуризмом, что обеспечило ему прекрасную физическую форму. Переехал в Нью-Йорк, где работал натурщиком, часто обнажённым.
Бушмен был так называемым «идолом дневных спектаклей». С декабря 1908 года по апрель 1909 года он играл роль студента Дюрана в постановке «Королева Мулен-Руж» на Бродвее.
В 1911 году начал карьеру киноактёра на студии Essanay Studios, затем подписал контракт с Vitagraph Studios, а с 1915 года работал на Metro Pictures. В 1920-х годах агентом актёра был известный Гарри Рейхенбах. Для того, чтобы получить одну из главных ролей в предстоящем фильме «Бен-Гур: история Христа» они осуществили следующий план: направились от станции в офис Metro-Goldwyn-Mayer, бросая за собой монеты. В результате за ними вскоре образовалась заметная толпа, подбирающая центы, а руководство киностудии приняло их за фанатов актёра. В результате Бушмен получил роль Мессалы, хотя и переживал по поводу того, что ему впервые в жизни придётся играть отрицательного персонажа. В отличие от всех прочих актёров, Бушмену не понадобился дублёр, так как он неплохо ездил верхом и управлял колесницей. В 1959 году, во время съёмок ремейка картины, актёр Чарлтон Хестон воскликнул, с трудом обучаясь обращению с лошадьми: «Единственный человек в Голливуде, который может управлять колесницей, — Фрэнсис Бушмен, но он слишком стар!»
К началу 1920-х годов Бушмен стал миллионером, имел поместье площадью 280 акров (более 113 га), в котором содержал около 300 немецких догов, пятеро из них сопровождали актёра почти во всех его поездках. До наступления «эпохи Кларка Гейбла» Бушмена регулярно называли «самый красивый мужчина в мире», «король „Фотоплея“» и «король кино». В середине 1920-х годов Бушмен пожертвовал шоумену Сиду Громену землю, на которой тот воздвиг знаменитый «Китайский кинотеатр».
В 1929 году биржевой крах практически разорил актёра. Он стал сниматься намного реже, а с 1938 года начал карьеру радиоактёра. С 1954 года начал сниматься в телесериалах.
Фрэнсис Бушмен скончался от сердечного приступа 23 августа 1966 года в районе Пасифик-Палисейдс (город Лос-Анджелес, штат Калифорния). Похоронен на кладбище «Лесная поляна» в городе Глендейл (Калифорния).

### Личная жизнь
Фрэнсис Бушмен был женат четыре раза, в общей сложности у него было шесть детей.
1. Жозефина Фладин Дюваль, портниха. Брак заключён 2 июня 1902 года, 26 июля 1918 года последовал развод. От брака осталось пять детей. То, что актёр уже давно женат держалось в тайне до середины 1910-х годов, поэтому Бушмен получал огромное количество писем от поклонниц, в том числе с предложениями о свадьбе[3][4].
2. Беверли Бейн (1894—1982), киноактриса. Брак заключён 29 июля 1918 года, 2 июня 1925 года последовал развод. От брака остался сын, Ричард Стэнсбери (позднее сменил имя на Бейн), в 1957 году он покончил с собой[7].
3. Норма Эмили Эткин. Брак заключён 19 сентября 1932 года, 4 февраля 1956 года женщина скончалась. Детей у пары не было.
4. Айва Миллисент Ричардсон. Брак заключён 15 августа 1956 года и продолжался десять лет до самой смерти актёра.

Потомки
Сын актёра от первого брака, Ральф Эверли Бушмен (для увеличения популярности и узнаваемости использовал сценический псевдоним Фрэнсис Бушмен-младший; 1903—1978), стал довольно известным киноактёром: с 1920 по 1943 год он снялся в примерно шестидесяти кинофильмах. Остальные дети от этого брака: Жозефина, Брюс (1911—1972; стал арт-директором и мультипликатором), Вирджиния (1906—2001) и Линор (1913—1988; стала малоизвестной актрисой).
Внучка актёра, Барбара Бушмен (1925—2010), вышла замуж за известного актёра театра, кино и телевидения Гарри Моргана (1915—2011). Брак продолжался с 1986 года до самой смерти супруга.
Внук актёра, Пэт Конуэй (1931—1981), стал довольно известным актёром кино и телевидения: с 1951 по 1975 год он снялся в примерно пятидесяти кинофильмах и телесериалах.

## Награды и признание
- 1960 — «Золотой глобус»: специальная награда «Икона немого кино».
- 1960 — Звезда на Голливудской аллее славы за вклад в развитие киноиндустрии (Вайн-стрит[англ.], 1651)[15].

## Радио
- 1938—1945 — Те, кого мы любим / Those We Love — Джон Маршалл (CBS Radio)
- 1945 — Удивительный Ниро Вульф[англ.] / The Amazing Nero Wolfe — Ниро Вульф (MBS, в 21 эпизоде)

## Избранная фильмография
Основная статья — Фильмография Фрэнсиса Бушмена
За свою карьеру длиной 55 лет (1911—1966, с заметными перерывами) Бушмен появился в почти 230 фильмах (около 150 из них были короткометражными, а в пяти случаях он не был указан в титрах) и сериалах. Кроме того, он дважды выступил как режиссёр и единственный раз как сценарист.

### Широкий экран
- 1913 — Милая старушка[англ.] / Dear Old Girl — Тед Уоррен, студент (к/м)
- 1914 — Одна чудесная ночь[англ.] / One Wonderful Night — Джон Деланси Кёртис
- 1915 — Гростарк[англ.] / Graustark — Гренфолл Лорри
- 1915 — Стройная принцесса[англ.] / The Slim Princess — Александр Пайк
- 1915 — Второй по старшинству[англ.] / The Second in Command — лейтенант-полковник Майлс Энстратер
- 1915 — Тихий голос[англ.] / The Silent Voice — Франклин Старр
- 1915 — Выбор Пеннингтона[англ.] / Pennington's Choice — Роберт Пеннингтон
- 1916 — Миллион в минуту[англ.] / A Million a Minute — Стивен Куэйнтанс
- 1916 — Ромео и Джульетта / Romeo and Juliet — Ромео Монтекки[16]
- 1917 — Великая тайна[англ.] / The Great Secret — Уильям Монтгомери Стронг (к/с, в 18 сериях)
- 1917 — Приёмный сын[англ.] / The Adopted Son — Картер «Два-Ствола»
- 1918 — Бедный богач[англ.] / The Poor Rich Man — Вэнтин Картер
- 1925 — Невеста в маске[англ.] / The Masked Bride — Гровер
- 1925 — Бен-Гур: история Христа / Ben-Hur: A Tale of the Christ — Мессала
- 1926 — Пункт о браке[англ.] / The Marriage Clause — Барри Таунсенд
- 1927 — Дама в горностаевом платье[англ.] / The Lady in Ermine — генерал Достал
- 1927 — Флаг: История, вдохновлённая традициями Бетси Росс[англ.] / The Flag: A Story Inspired by the Tradition of Betsy Ross — Джордж Вашингтон (к/м)
- 1928 — Атака гаучо[англ.] / The Charge of the Gauchos — Бельграно
- 1937 — Дик Трейси[англ.] / Dick Tracy — шеф Клайв Андерсон (к/с)
- 1937 — Чистокровки не плачут / Thoroughbreds Don't Cry — стюард на скачках (в титрах не указан)
- 1942 — Серебряная королева[англ.] / Silver Queen — кредитор
- 1944 — Вильсон / Wilson — Бернард Барух (в титрах не указан)
- 1951 — Голливудская история / Hollywood Story — в роли самого себя
- 1951 — Давид и Вирсавия[англ.] / David and Bathsheba — царь Саул (в титрах не указан)
- 1952 — Злые и красивые / The Bad and the Beautiful — чтец панегириков[17] (в титрах не указан)
- 1954 — Сабрина / Sabrina — мистер Тайсон
- 1957 — История человечества[англ.] / The Story of Mankind — Моисей
- 1960 — Двенадцать на Луне / 12 to the Moon — генеральный секретарь Международного космического порядка
- 1961 — Призрачная планета / The Phantom Planet — Сессом
- 1966 — Призрак в невидимом бикини / The Ghost in the Invisible Bikini — Малкольм

### Телевидение
- 1954 — Театр звёзд Шлица[англ.] / Schlitz Playhouse of Stars — Макс (в эпизоде The Secret)
- 1958 — Суд последней надежды[англ.] / The Court of Last Resort — священник (в эпизоде The Steve Hrdilka Case)
- 1958 — Приключения Оззи и Харриет / The Adventures of Ozzie and Harriet — доктор Расселл (в эпизоде The Bachelor)
- 1958 — Сансет-стрип, 77[англ.] / 77 Sunset Strip — Брамуэлл Стоун (в эпизоде All Our Yesterdays)
- 1959 — Шоу Дэнни Томаса[англ.] / The Danny Thomas Show — Джордж, судья (в эпизоде Rusty's Day in Court)
- 1959—1960 — Театр General Electric[англ.] / General Electric Theater — разные роли (в 2 эпизодах)
- 1960 — Успех Доби Гиллис[англ.] / The Many Loves of Dobie Gillis — профессор Милликэн (в эпизоде The Flying Millicans[англ.])
- 1960, 1964 — Перри Мейсон / Perry Mason — разные роли (в 3 эпизодах)
- 1961 — Питер Ганн[англ.] / Peter Gunn — Клинтон Хобарт (в эпизоде Last Resort)
- 1965 — Доктор Килдейр[англ.] / Dr. Kildare — мистер Купер (в эпизоде Life in the Dance Hall[англ.])
- 1966 — Бэтмен / Batman — мистер Ван Джонс (в 2 эпизодах[англ.])
- 1966 — Путешествие на дно моря / Voyage to the Bottom of the Sea — старик (в эпизоде The Terrible Toys)

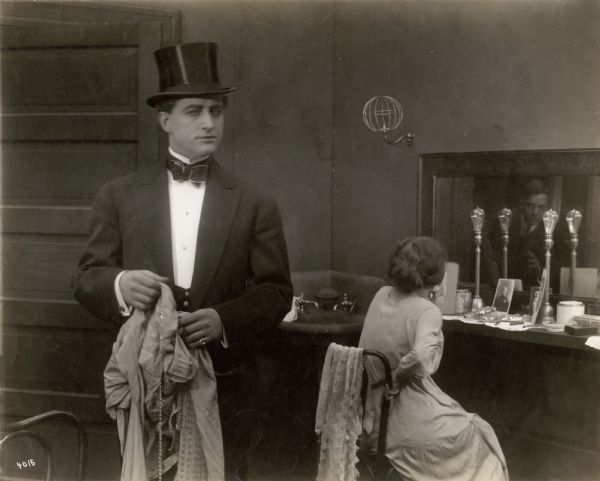
С Рут Стоунхаус в фильме «Пепел надежды» (1914)
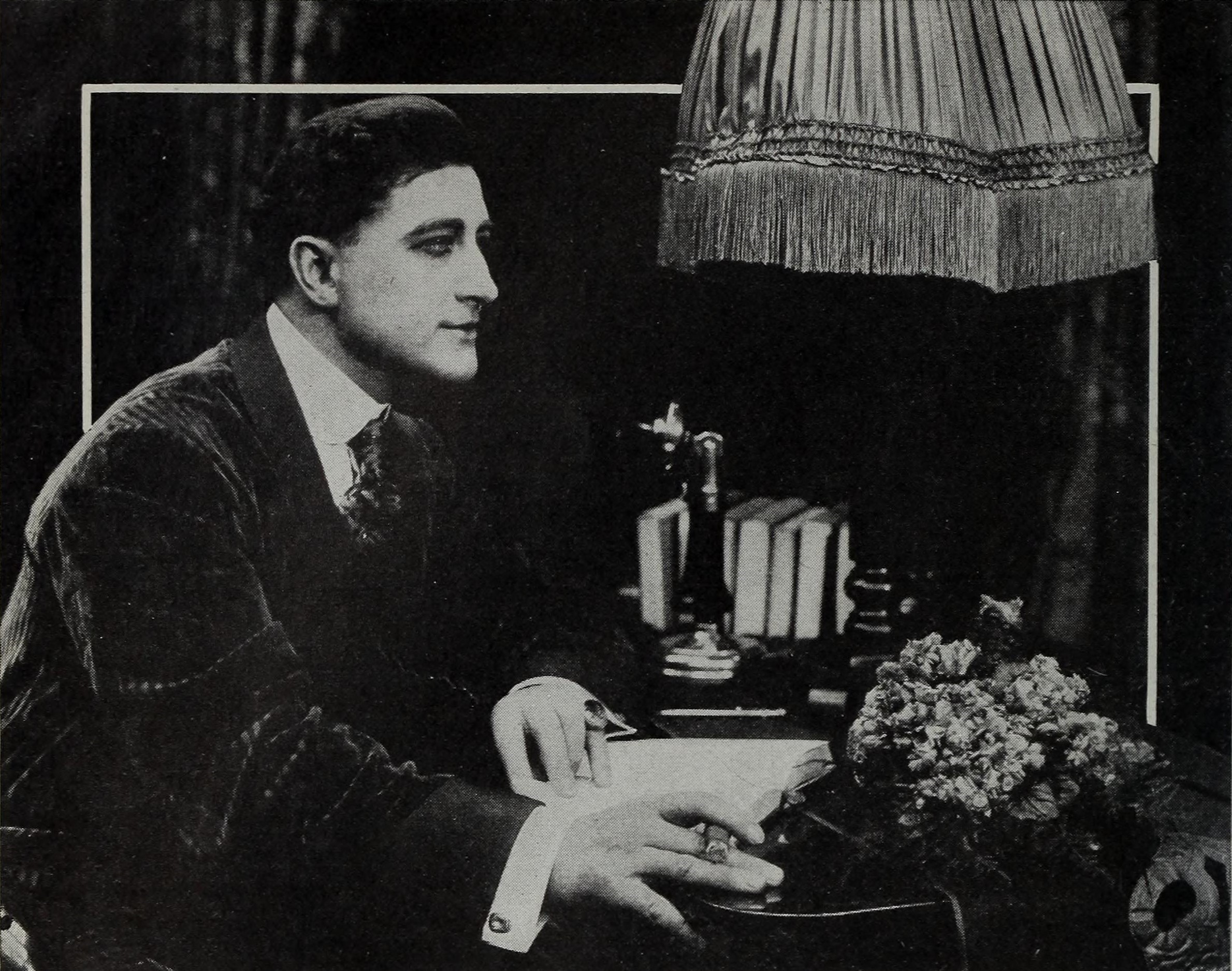
Фото 1915 г.
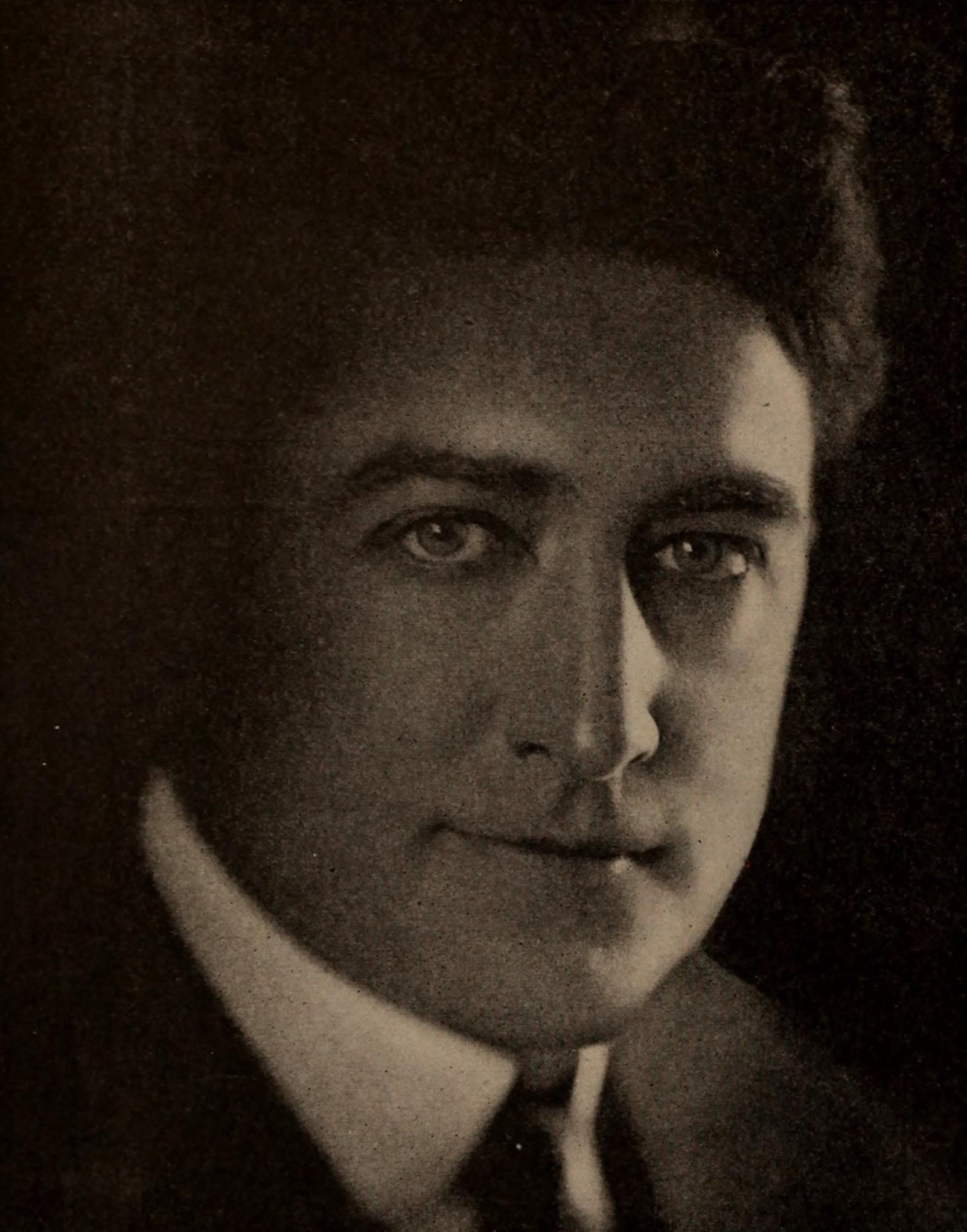
Фото 1916 г.
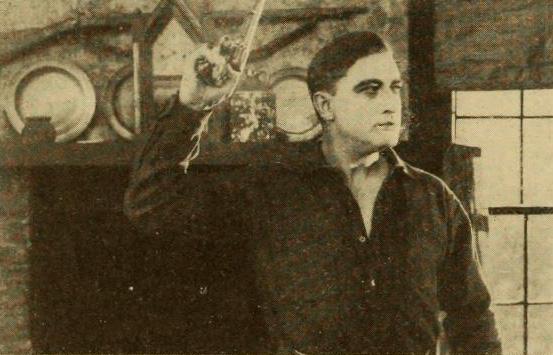
В фильме «Приёмный сын»[англ.] (1917)
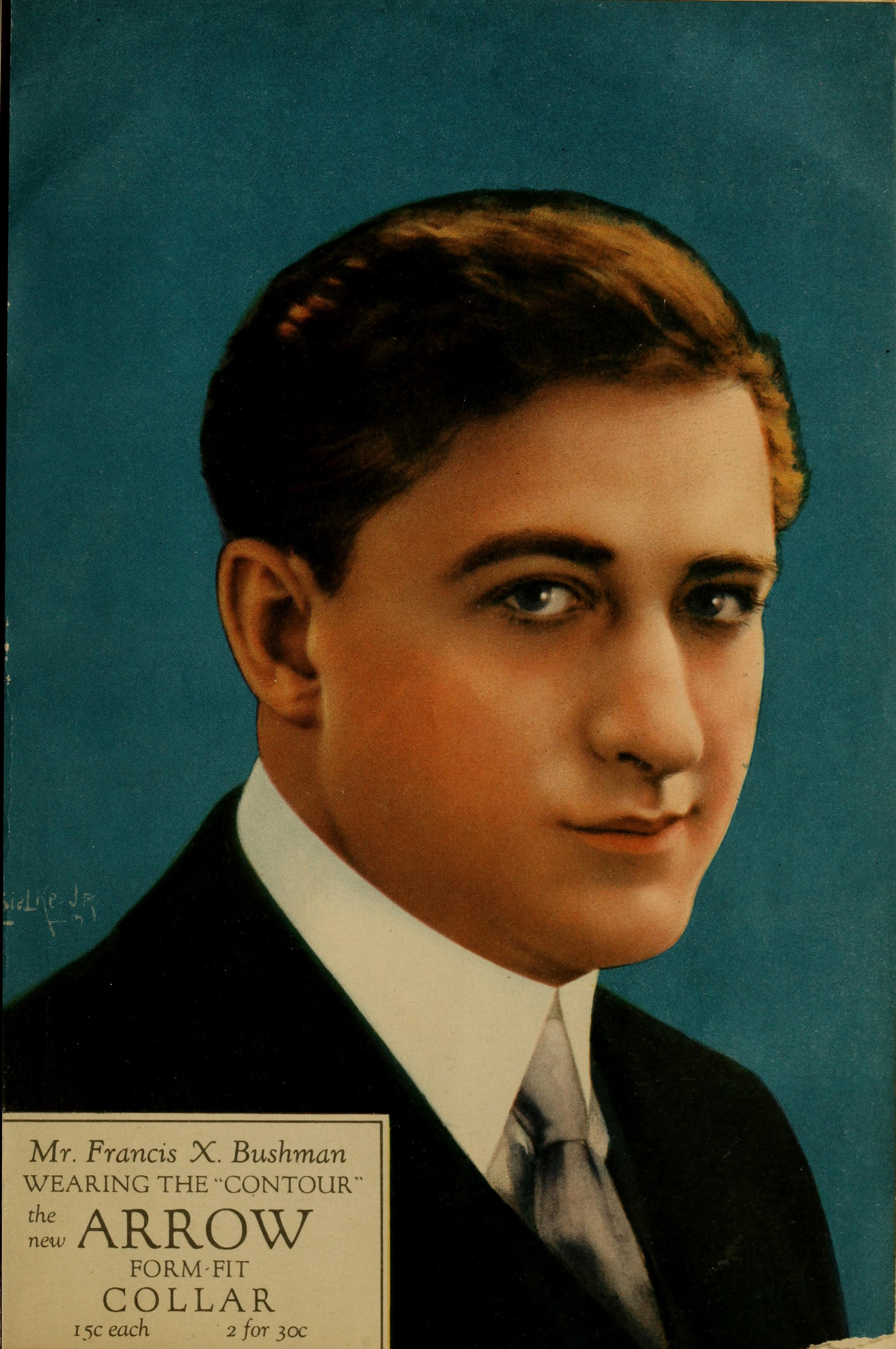
В рекламе воротничков, 1917 г.
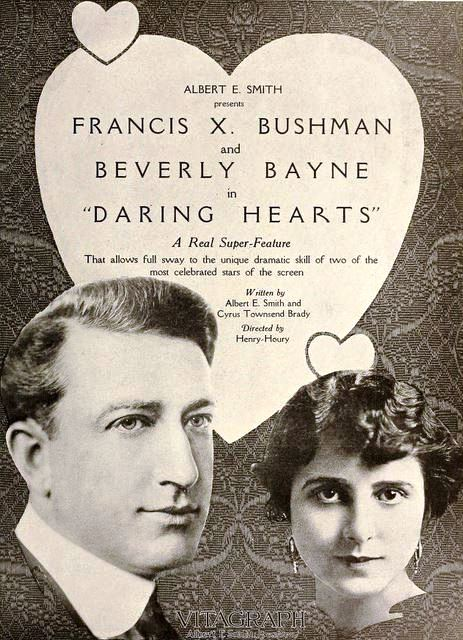
С Беверли Бейн в рекламе фильма «Смелые сердца» (1919)
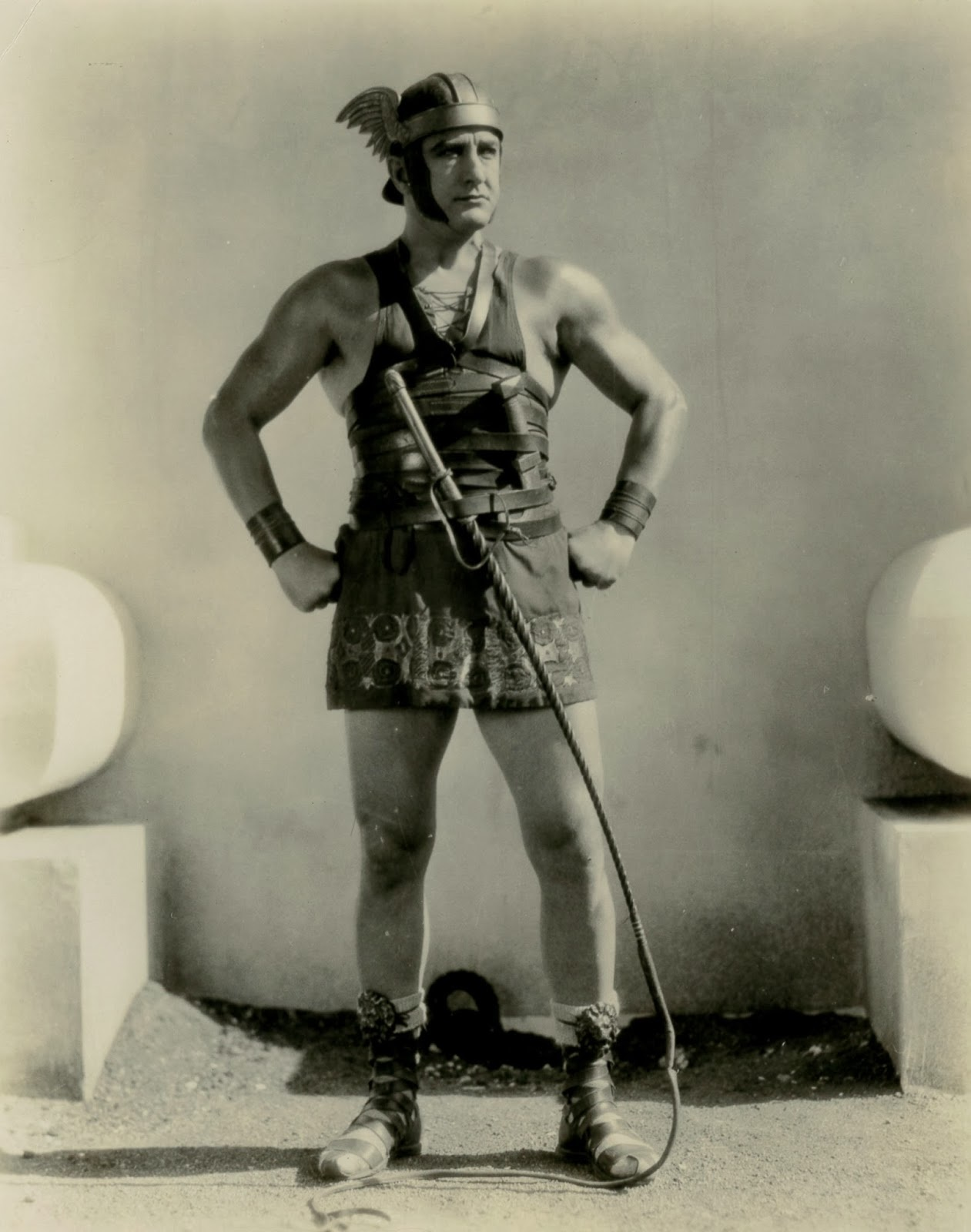
В фильме «Бен-Гур: история Христа» (1925)
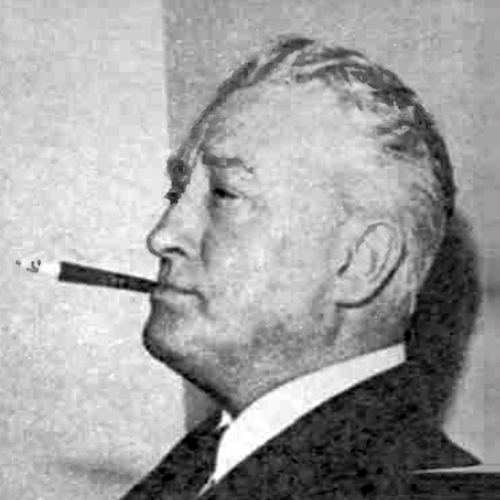
На озвучивании радиосериала «Удивительный Ниро Вульф[англ.]» (1945)
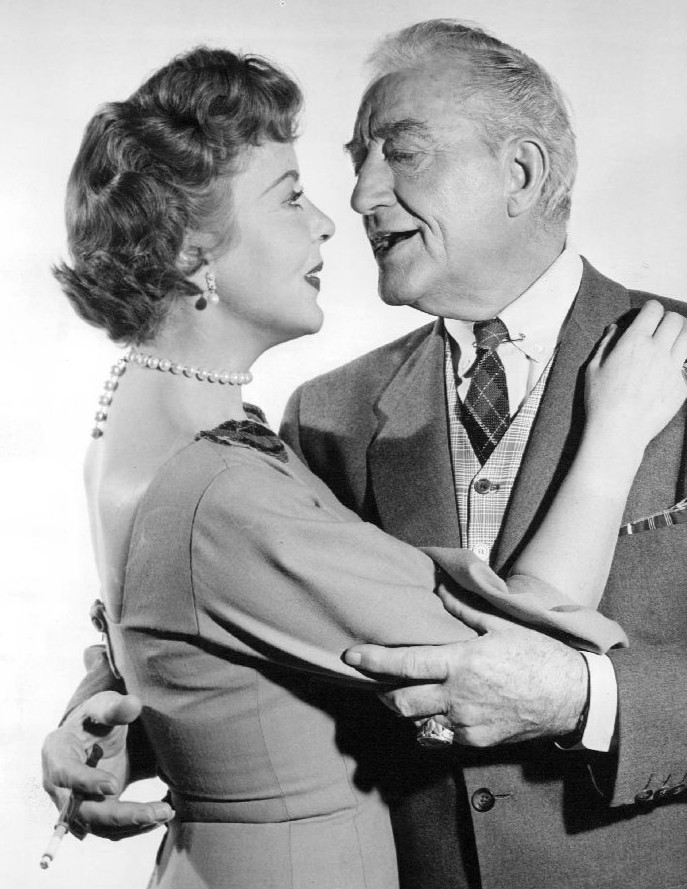
С Айдой Лупино в сериале «Мистер Адамс и Ева» (1957)